# ディレイルド 暴走超特急
『ディレイルド 暴走超特急』（原題：Derailed）は、2002年制作のアメリカ合衆国のアクション映画。ジャン＝クロード・ヴァン・ダム主演。
ヴァン・ダムが実の息子クリストファー・ヴァン・ヴァレンベルフと父子共演している。

## あらすじ
東欧・スロバキアの軍事施設から恐るべき殺傷力を持つ生物兵器が盗まれた。犯人は国際的な女泥棒として有名なガリーナだった。
偶然、ヨーロッパを家族と共に旅行中だったNATOの工作員・ジャックは上司から彼女をドイツまで護衛するよう命令を受け、唯一の脱出ルートである特急列車に乗り込む。しかし、ガリーナの持ちだした生物兵器を狙うコール率いるテロリスト集団に列車は乗っ取られてしまう。

## キャスト
※（）内は日本語吹き替え
- ジャック・クリストフ  ジャン＝クロード・ヴァン・ダム（大塚芳忠）
- メイソン・コール - トーマス・アラナ（若本規夫）
- ガリーナ・コンスタンティン - ローラ・ハリング（唐沢潤）
- マデリーン・クリストフ - スーザン・ギブニー（服部幸子）
- ナターシャ - ルーシー・ジェナー（大橋ひろこ）
- ベイリー・クリストフ - ジェシカ・ボーマン（佐々木亜紀）
- イーサン・クリストフ - クリストファー・ヴァン・ヴァレンベルフ（青山桐子）
- ヴィンセント - ニコライ・ビネブ（大竹宏）
- ボブ - ジョン・ビショップ（石住昭彦）
- アンガス - ビンキー・ヴァン・ビルダービーク（宮内敦士）
- ザケフ将軍 - ベイシル・バノフ（品川徹）

## 関連作品
- カサンドラ・クロス
- 暴走特急